# Библиография Василия Докучаева
Василий Васильевич Докуча́ев (1846—1903) — русский геолог и почвовед, профессор минералогии и кристаллографии Санкт-Петербургского университета (1884—1897), директор Ново-Александрийского института сельского хозяйства и лесоводства (1892—1895).

Известен как основоположник:
- Научного учения о почве
- Русской школы почвоведения
- Учения о географии почв
- Учения о природной зональности.

В 1869—1901 годах опубликовал 281 печатную работу, 4 карты, был редактором 57 книг, и 7 карт.
Первая публикация В. В. Докучаева (Дипломная работа в семинарии, 1869) носила богословский характер и была подписана псевдонимом «Д-чаев, В.», в дальнейшем он и его исследователи о ней не вспоминали. Обнаружили её в Российской государственной библиотеке по Словарю псевдонимов. «По складу ума ему чужды были и мистика, и метафизика и даже интересы гуманитарного знания вообще».

## Печатные труды
Библиография печатных трудов по годам и в алфавитном порядке:

### 1869
- Д-чаев В. Теория Дарвина пред судом Священного Писания как самого древнего исторического ботанико-зоологического памятника // Духовный журнал странник. 1869. — Кн. 1. С. 12—33; Кн. 2 С. 45—75; отдельное издание: СПб.: тип. Духовного журнала Странник, 1869. — 52 с.

### 1871
- Докучаев В. В. О голубом дистене Онежского озера. (Издание неизвестно, цит. по БСЭ[5]), о минерале Кианит.

### 1872
- Докучаев В. В. О наносных образованиях по речке Качне Сычёвского уезда Смоленской губернии // Тр. СПб. об-ва естествоисп. 1872. T. 3. Отд. минерал. и геол. Проток. С. XXIX-XXXIII.

### 1873
- Докучаев В. В. По вопросу об обмелении реки Гжати // Тр. СПб. об-ва естествоисп. 1873. T. 4. Отд. минерал. и геол. Вып. 1. Проток. С. СVIII-CX.
- Докучаев В. В. Предварительное сообщение об экскурсии по Сычёвскому и Гжатскому уездам Смоленской губернии // Там же. С. CVI-CVIII.

### 1874
- Докучаев В. В. Об обнажениях горного известняка с Productus giganteus на реке Вазузе, около села Линец, и на реке Гжати у деревни Листраты, в Смоленской губернии // Тр. СПб. об-ва естествоисп. 1874. T. 5. Отд. минерал. и геол. Вып. 2. Проток. С. XXXIX.
- Докучаев В. В. Перлитовый кварцит с берега реки Лены // Зап. СПб. минерал. об-ва. 1874. Ч. 9. С. 92-95.
- Докучаев В. В. Предварительное сообщение о геологической поездке в северную и среднюю части Смоленской губернии // Тр. СПб. об-ва естествоисп. 1874. T. 5. Отд. минерал. и геол. Вып. 2. Проток. С. 53-58.

### 1875
- Докучаев В. В. Геологические исследования в северной и средней полосах Смоленской губернии // Тр. СПб. об-ва естествоисп. 1875. T. 6. Отд. минерал. и геол. Проток. С. CI.
- Докучаев В. В. О подзоле Смоленской губернии // Там же. С. XXI—XXII.
- Докучаев В. В. По вопросу об осушении болот вообще и в частности по осушению Полесья // Тр. СПб. об-ва естествоисп. 1875. T. 6. С. 131—185; То же // Минералогия и геология за 1875 г. СПб.: тип. В. Демакова, 1875. С. 131—185. [5 пагин.]; // Отечеств. записки. 1875. № 9. С. 53-98. Отд. изд. СПб.: тип. В. Демакова, 1875. 55 с.

### 1876
- Докучаев В. В. Геологическое строение долины реки Сожи и исследование месторождения железных красок в имении В. П. Вонлярлярского (сельцо Потемкино, Краснинского уезда Смоленской губернии) // Тр. СПб. об-ва естествоисп. 1876. T. 7. Отд. минерал. и геол. Проток. С. XXXII—XXXV.
- Докучаев В. В. О геологических исследованиях, произведённых в бассейне реки Днепра, в пределах Смоленской губернии // Зап. СПб. минерал. об-ва. 1876. Ч. 11. Проток. С. 343—352.

### 1877
- Докучаев В. В. Возбуждение вопроса об исследовании долины реки Невы и почвы С.-Петербурга // Тр. СПб. об-ва естествоисп. 1877. T. 8. Отд. минерал. и геол. Проток. С. XXXII-XXXIII.
- Докучаев В. В. Историческая записка о наносах С.-Петербургской губернии и программа дальнейшего их изучения // Зап. СПб. минерал. об-ва. 1877. Ч. 12. Проток. С. 259—261.
- Докучаев В. В. Итоги о русском чернозёме // Тр. Вольн. эконом. об-ва. 1877. T. 1. Вып. 4. С. 415—432. Отд. изд. СПб.: тип. т-ва Обществ. польза, 1877. 20 с.
- Докучаев В. В. О распространении эрратических валунов в России и о характере наших южных наносов // Тр. СПб. об-ва естествоисп. 1877. T. 8. Отд. геол. и минерал. Проток. С. 111.
- Докучаев В. В. О чернозёме и его практическом и научном значении: [Выступления по докладу М. Н. Богданова] // Тр. Вольн. эконом. об-ва. 1877. T. 1. Вып. 2. С. 162—164, 168—169.
- Докучаев В. В. О чернозёме из путевых его заметок: [Выступление по докладу А. В. Советова]. Там же. Вып. 1. С. 9-12.
- Докучаев В. В. Обзор имеющихся сведений о русском чернозёме: (разбор теории Рупрехта) // Тр. СПб. об-ва естествоисп. 1877. T. 8. Отд. геол. и минерал. Проток. С. 11-12.
- Докучаев В. В. Образование рек средней полосы России и их предполагаемое обмеление // Там же. Проток. общ. собр. С. 53.
- Докучаев В. В. Овраги и их значение // Тр. Вольн. эконом. об-ва. 1877. T. 3. Вып. 2. Отд. с.-х. С. 167—178.
- Докучаев В. В. Предполагаемое обмеление рек Европейской России // Лесной журн. 1877. Кн. 3. С. 67-74. Отд. изд. СПб.: тип. А. А. Краевского, 1877. 16 с.
- Докучаев В. В., Советов А. В., Богданов М. Н., Ходнев А. И. Программа исследования чернозёма Европейской России // Тр. Вольн. эконом. об-ва. 1877. T. 1. Вып. 4. С. 432—433.

### 1878
- Докучаев В. В. О нормальном залегании чернозёма // Тр. Вольн. эконом. об-ва. 1878. T. 1. Вып. 4. С. 397—402.
- Докучаев В. В. Предварительный отчет по исследованию юго-западной части чернозёмной полосы России // Там же. Вып. 1. С. 106—116.
- Докучаев В. В. Способы образования речных долин Европейской России // Тр. СПб. об-ва естествоисп. 1878. Т. 9. С. I—IV, 1-221, [1] : ил. : карт. Отд. изд. СПб.: тип. В. Демакова, 1878. [4], 221, [5] с. : ил. : карт.

### 1879
- Докучаев В. В. Картография русских почв. СПб.: изд. М-ва гос. имуществ, 1879. [4], 114 с.
- Докучаев В. В. Краткий исторический очерк и критический разбор важнейших из существующих почвенных классификаций // Тр. СПб. об-ва естествоисп. 1879. T. 10. Отд. минерал. и геол. Проток. С. 64-67.
- Докучаев В. В. О свойствах чернозёма из некоторых местностей России // Там же. Проток. С. 129.
- Докучаев В. В. Предварительный отчет по исследованию юго-восточной части чернозёмной полосы России // Тр. Вольн. эконом. об-ва. 1879. T. 1. Вып. 1. С. 8-26. Отд. изд. СПб.: тип. т-ва Обществ. польза, 1879. 20 с.
- Докучаев В. В. Строение аллювиальной долины реки Оки от Рязани до Мурома // Тр. СПб. об-ва естествоисп. 1879. T. 10. Проток. С. 20-24.

Dokoutchaief B. Tchernozème (terre noire) de la Russie d’Europe. St.-Ptb.: Soc. imp. libre économ., 1879. 66 p. (C.R. Soc. imp. libre économ. T. 4).
- Докучаев В. В. Новейшие образования реки Оки, начиная с города Рязани и до её устья // Тр. СПб. об-ва естествоисп. 1880. T. 11. Вып. 1. Проток. С. 121.
- Докучаев В. В. О доисторическом человеке окских дюн // Речи и протоколы 6 съезда рус. естествоисп. и врачей: [С.-Петербург. 1879]. Отд. 2. СПб.: тип. ИАН, 1880. С. 261—265.

### 1880

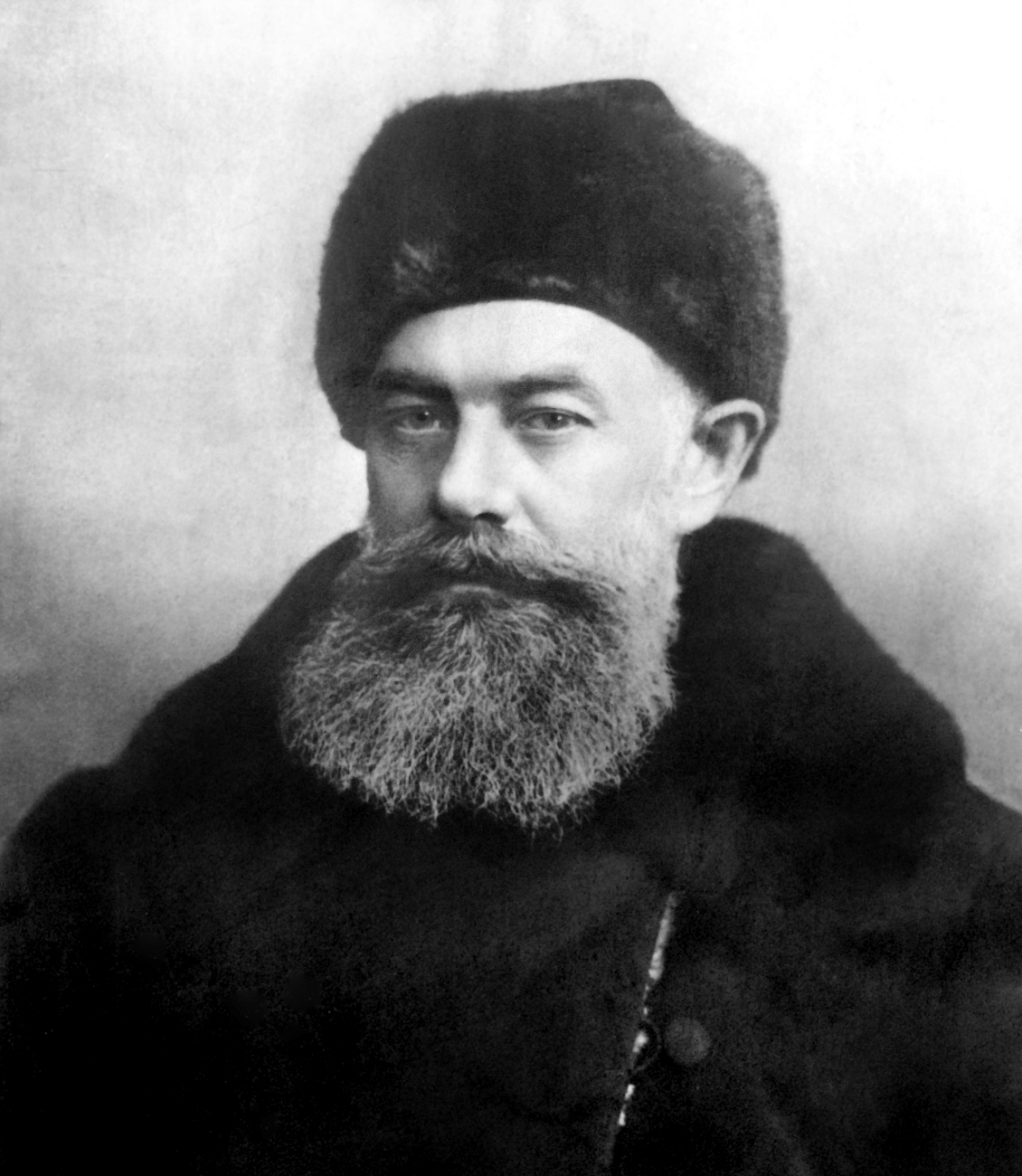
В. В. Докучаев, 1880-е года

- Докучаев В. В. О подзоле // Тр. Вольн. эконом. об-ва. 1880. T. 1. Вып. 2. С. 142—150.
- Докучаев В. В., Иностранцев А. А. и др. Предложение об основании в С.-Петербурге почвенного музеума // Речи и протоколы 6 съезда рус. естествоисп. и врачей. Отд. 1. СПб.: тип. ИАН, 1880. С. 90-92; 348—349.

### 1881
- Докучаев В. В. Исследования новейших образований восточного побережья Финского залива // Тр. СПб. об-ва естествоисп. 1881. T. 12. Вып. 1. Проток. С. 115.
- Докучаев В. В. Какие общие меры могли бы способствовать к поднятию крайне низкого уровня почвоведения России // Тр. Вольн. эконом. об-ва. 1881. T. 1. Вып. 1. С. 11-30. Отд. изд. СПб.: тип. т-ва Обществ. польза, 1881. 18 с.; Ответ на возражения по поводу доклада о мерах к поднятию низкого уровня почвоведения России. СПб.: тип. т-ва Обществ. польза, 1881. 30 с.
- Докучаев В. В. Минералогия [Лекции, чит. в С.-Петербургском ун-те в 1880/1881 акад. году] / Сост. Н. А. Падарин. СПб., 1881. 338 с. : ил. : табл. (литогр.).
- Докучаев В. В. О законности известного географического распределения наземно-растительных почв на территории Европейской России // Тр. СПб. об-ва естествоисп. 1881. Т. 12. Вып. 1. Отд. минерал. и геол. Проток. С. 65-83 : табл. ; [Рец.] Воейков А. И. Замечания на теорию г. Докучаева // Там же. С. 83-86; Ответ на возражения А. И. Воейкова // Там же С. 87-97.
- Докучаев В. В. Ход и главнейшие результаты предпринятого Императорским Вольным экономическим обществом исследования русского чернозема. СПб.: тип. т-ва Обществ. польза, 1881. [4], 68 с.

### 1882
- Докучаев В. В. Наставление к собиранию сведений о почвах и выемке образцов // Зап. Зап.-Сиб. отд. РГО. 1882. Кн. 4. С. 6-8.
- Докучаев В. В. Особенности наземных потретичных образований юго-западной России // Тр. СПб. об-ва естествоисп. 1882. Т. 12. Вып. 2. Проток. С. 156.
- Докучаев В. В. По вопросу о сибирском чернозёме // Тр. Вольн. эконом. об-ва. 1882. T. 2. Вып. 3. С. 291—321. Отд. изд. СПб.: тип. т-ва Обществ. польза, 1882. [2], 33 с.
- Докучаев В. В. Список карт, разрезов, таблиц и почвенных образцов, выставленных [Вольным экономическим] обществом на Всероссийской выставке в Москве в 1882 г. СПб.: тип. т-ва Обществ. польза,1882. 16 с.
- Докучаев В. В. Схематическая почвенная карта чернозёмной полосы Европейской России: (Материалы по морфологии берегов реки Волги в районе Саратова) // Тр. Вольн. эконом. об-ва. 1882. T. 1. Вып. 4. С. 428—467. Отд. изд. СПб.: тип. т-ва Обществ. польза, 1882. 40 с.
- Inostrantzev A., Schmidt Th., Moeller V., Karpinsky A., Dokoutchaief B. et al. Rapport de la Sous-commission russe sur l’uniformité de la nomenclature géologique // Congrès géologique international. 2-me session. Bologne. 1881: Compte rendu. Bologne: Fava et Garagnani. 1882. P. 529—534; То же на рус. яз. Протокол Русской подкомиссии по единообразию геологической терминологии // Тр. СПб. об-ва естествоисп. 1882. T. 12. Вып. 2. Отд. минерал. и геол. Проток. С. 153—154.
- Докучаев В. В. Геологическое строение юго-восточного угла Нижегородской губернии // Тр. СПб. об-ва естествоисп. 1883. T. 13. Вып. 2. Отд. минерал. и геол. Проток. С. 120—121.

### 1883
- Докучаев В. В. Русский чернозём: [Отчет Вольному экономическому обществу]. СПб.: тип. Деклерона и Евдокимова, 1883. [4], IV, IV, 376 c. : На цв. вкл. Схематическая карта чернозёмной полосы Европейской России. Масштаб 1:4 200 000 (Тр. Вольн. эконом. об-ва. Т. 1. Вып. 4); То же. М.; Л.: Сельхозгиз, 1936. 551 с. : карт. [Сер. Классики естествознания]; 2-е изд. 1952. 635 c.; То же под загл. Дороже золота русский чернозем: [Сб. публицистики]. М.: Изд-во МГУ, 1994. 542, [1] с.; То же. СПб.: Изд-во Русская коллекция, 2008. 473, [6] с. (Рос. акад. наук, Рос. акад. с.-х. наук, С.-Петербургский гос. ун-т, Центр. музей почвоведения им. В. В. Докучаева, Фонд сохранения и развития научного наследия В. В. Докучаева).

### 1884
- Докучаев В. В. Дополнение к сообщению П. А. Земятченского об условиях залегания и о возрасте рудоносных пластов Ардатовского уезда Нижегородской губернии // Тр. СПб. об-ва естествоисп. 1884. T. 15. Вып. 1. Проток. С. 24-25.
- Ферхмин А. Р., Докучаев В. В. Княгининский уезд. СПб.: тип. Е. Евдокимова, 1884. 125 с. (Материалы к оценке земель Нижегородской губернии. Естественно-историческая часть: Отчет Нижегородскому губернскому земству; Вып. 4).
- Земятченский П. А., Докучаев В. В. Лукояновский уезд. СПб.: тип. Е. Евдокимова, 1884. [5] 145 с. (Материалы к оценке земель Нижегородской губернии: Естественно-историческая часть: Отчет Нижегородскому губернскому земству; Вып. 2).
- Докучаев В. В. Минералогия: [Лекции, чит. в С.-Петербургском ун-те в 1883/1884 акад. году]. СПб.: изд. Семенкова и Сидорского, 1884. [19], 533, [4] с. (литогр.).
- Докучаев В. В. О главнейших результатах работы Русский чернозём // Тр. Вольн. эконом. об-ва. 1884. Т. 1. Вып. 1. С. 23-31.
- Докучаев В. В. О происхождении русского чернозёма // Заседание С.-Петербургского собрания сельских хозяев. 1884. № 3. С. 1-15.
- Докучаев В. В. О так называемом юрьевском чернозёме: [Ответ С. Н. Никитину]: Ст. 1-2: Ст. 1 // Тр. СПб. об-ва естествоисп. 1884. T. 15. Отд. минерал. и геол. Вып. 2. С. 48-77; 82; Ст. 2 // Там же. 1885. Т. 16. Вып. 2. С. 833—860.
- Сибирцев Н. М., Докучаев В. В. Сергачский уезд. СПб.: тип. Е. Евдокимова, 1884. [5], 146 с. (Материалы к оценке земель Нижегородской губернии. Естественно-историческая часть: Отчет Нижегородскому губернскому земству; Вып. 3).
- Докучаев В. В. [Ред., Предисл.] Материалы к оценке земель Нижегородской губернии Естественно-историческая часть: Отчет Нижегородскому губернскому земству: В 14 кн. СПб.: тип. Е. Евдокимова, 1884—1886.

### 1885
- Докучаев В. В. К вопросу о русском чернозёме // Тр. Вольн. эконом. об-ва. 1885. Т. 2. Вып. 4. С. 444—469; Т. 3. Вып. 1. С. 22-40. Отд. изд. СПб: тип. т-ва Обществ. польза, 1885. 44 с.
- Докучаев В. В., Глинка С. Ф. Краткий курс минералогии: Предназначен для учащихся Ин-та гражд. инж. СПб.: Ин-т гражд. инж., 1885. [4], 163 с.
- Докучаев В. В. Кристаллология: [Лекции]. СПб.: изд. П. Засецкий, 1885. 376 с. : ил. (литогр.).
- Докучаев В. В. Минералогия: [Лекции, чит. в С.-Петербургском ун-те в 1884/1885 акад. году]. СПб.: изд. Луценко, 1885. 616 c. (литогр.).
- Докучаев В. В. О применении фосфорнокислых удобрений [Выступления по докладу П. Д. Морозова] // Тр. Вольн. эконом. об-ва. 1885. Т. 3. Вып. 4. С. 469—471, 476, 481.
- Докучаев В. В. Отчет секретаря о деятельности С.-Петербургского общества естествоиспытателей за 1884 г. // Тр. СПб. об-ва естествоисп. 1885. T. 16. Вып. 2. Проток. С. 112—120.
- Докучаев В. В. План губернского земского естественно-исторического музея // Тр. СПб. об-ва естествоисп. 1885. T. 16. Вып. 2. С. 116—119.
- Докучаев В. В. Русский чернозём: [популярный очерк] // Новь. 1885. № 18. С. 194—215.
- Докучаев В. В., Советов А. В. [Ред.] Материалы по изучению русских почв: Вып. 1-10. СПб.: тип. т-ва Обществ. польза, 1885—1892 ; 2-е изд. Вып. 1-3. 1896—1901.
- Амалицкий В. А., Зайцев В. М., Докучаев В. В., Сибирцев Н. М. Геологическое описание Нижегородской губернии, с очерком полезных ископаемых и геологической картою. СПб.: тип. Е. Евдокимова, 1886. 569 с. : Карты / Сост. В. Амалицким, П. Бараковым, П. Земятченским и др. Масштаб 1:420 000: 1. Геологическая карта Нижегородской губернии; 2. Почвенная карта Нижегородской губернии. (Материалы к оценке земель Нижегородской губернии. Естественно-историческая часть: Отчет Нижегородскому губернскому земству; Вып. 13).

### 1886
- Барановский А. Н., Бараков П. Ф., Докучаев В. В. и др. Почвы растительность и климат Нижегородской губернии с почвенной картою. СПб.: тип. Е. Евдокимова, 1886. 569 с. : Карта. Масштаб 1:168 000. (Материалы к оценке земель Нижегородской губернии. Естественно-историческая часть: Отчет Нижегородскому губернскому земству; Вып. 14).
- Докучаев В. В. Главные моменты в истории оценок земель Европейской России, с классификацией русских почв. СПб.: тип. Е. Евдокимова, 1886. II, 391 с. : вкл. табл. (Материалы к оценке земель Нижегородской губернии. Естественно-историческая часть: Отчет Нижегородскому губернскому земству; Вып. 1)
- Докучаев В. В. О классификации русских почв // Тр. СПб. об-ва естествоисп. 1886. T. 17. Вып. 1. Отд. геол. и минерал. Проток. С. 3.
- Земятченский П. А., Докучаев В. В. Балахнинский уезд. СПб.: тип. Е. Евдокимова, 1886. [4], 188 с. (Материалы к оценке земель Нижегородской губернии: Естественно-историческая часть: Отчет Нижегородскому губернскому земству; Вып. 10).

### 1887
- Докучаев В. В. Заявление о необходимости увеличения ассигнований для развития учебной деятельности кабинета минералогии // Проток. заседаний Совета университета за вторую половину 1886—1887 акад. года. № 35. СПб.: тип. А. Вольфа, 1887. С. 29-30.
- Докучаев В. В. К вопросу об учреждении в С.-Петербурге Почвенного комитета // Изв. Геол. ком. 1887. Т. 6. С. 1-31. Отд. изд. СПб.: тип. А. Якобсона, 1887. 32 с.
- Докучаев В. В. Краткая программа для исследования почв // Программы и наставления для наблюдений и собирания коллекций по геологии, почвоведению, зоологии, ботанике, сельскому хозяйству, метеорологии и гидрологии. СПб.: тип. Е. Евдокимова, 1887. С. 14-19; 2-е изд. 1889. C. 30-39. Отд. изд. СПб.: тип. Е. Евдокимова, 1889. 10 с.; 3 изд. // Программы и наставления для наблюдений и собирания коллекций по геологии, почвоведению, зоологии, ботанике, сельскому хозяйству, метеорологии и гидрологии. СПб.: тип. Е. Евдокимова, 1891. C. 39-51.
- Докучаев В. В. Кристаллография: [Лекции, чит. в С.-Петербургском ун-те в 1886/1887 акад. году]. СПб.: лит. Гробовой, 1887. 445 с.
- Докучаев В. В. Новые работы о русском чернозёме // Тр. СПб. об-ва естествоисп. 1887. T. 18. Вып. 1. С. 71.
- Докучаев В. В. О нормальной оценке почв Европейской России: Ст. 1-2. // Тр. Вольн. эконом. об-ва. 1887: Ст. 1. T. 2. Вып. 8. С. 265—286; Ст. 2. Т. 3. Вып. 9. С. 1-47.
- Докучаев В. В. О пользе изучения местной номенклатуры русских почв // Там же. T. 2. Вып. 5. Проток. С. 107—116.
- Докучаев В. В. О потретичных образованиях в Нижегородской губернии // Тр. СПб. об-ва естествоисп. 1887. T. 18. Вып. 1. Отд. минерал. и геол. Проток. С. 21.
- Докучаев В. В. Об организации геотермических наблюдений на Богодуховской опытной сельскохозяйственной станции // Тр. Вольн. эконом. об-ва. 1887. Т. 2. Вып 4. С. 68. // Тр. Вольн. эконом. об-ва. 1887. Проток. C. 68
- Докучаев В. В., Никитин С. Н., Костычев П. А. Обсуждение вопроса об организации почвенного исследования в России. СПб.: тип. А. Якобсона, 1887. 53 с.
- Докучаев В. В. Объяснения к почвенной карте Нижегородской губернии. СПб.: тип. Е. Евдокимова, 1887. [2], 42 с.
- Докучаев В. В. Отчет секретаря о деятельности С-Петербургского общества естествоиспытателей за 1886 г. // Тр. СПб. об-ва естествоисп. 1887. T. 18. Вып. 1. Проток. С. 30-35.
- Докучаев В. В. По поводу составленного Н. М. Сибирцевым каталога естественно-исторического музея Нижегородского губернского земства // Тр. Вольн. эконом. об-ва. 1887. T. 2. Вып. 5. Проток. С. 101—107.
- Докучаев В. В., Бараков П. Ф., Советов А. В. Программа занятий на Богодуховской опытной сельскохозяйственной станции Вольного экономического общества в 1887 г. // Тр. Вольн. эконом. об-ва. 1887. Т. 2. Вып. 6. Проток. С. 148—149.
- Докучаев В. В. [Ред.] Программы и наставления для наблюдений и собирания коллекций по геологии, почвоведению, ботанике, зоологии, ботанике, сельскому хозяйству, метеорологии и гидрологии. СПб.: тип. Е. Евдокимова, 1887. 76 с.; 2 изд. 1889. 208 с.; 3 изд. 1891. 342 c.

### 1888
- Докучаев В. В. Геологическое строение и почвы имения А. Н. Энгельгардта Батищево, Дорогобужского уезда Смоленской губернии // Тр. Вольн. эконом. об-ва. 1888. № 5. Проток. С. 114—117.
- Докучаев В. В. О выветривании минералов: [Спец. курс минералогии, чит. в С.-Петербургском ун-те в 1887/88 учеб. г.] / Сост. К. Д. Глинка. 1888. 156 с. (рукопись; хранится в библиотеке Почвенного ин-та РАН).
- Докучаев В. В. О значении работ М. Н. Богданова в геологии России // Тр. СПб. об-ва естествоисп. 1888. T. 19. Проток. С. 15
- Докучаев В. В. Об опытах удобрения фосфоритами: [Выступления по докладу А. В. Советова] // Тр. Вольн. эконом. об-ва. 1888. Т. 2. № 1. Проток. С. 29-30, 32-33.
- Докучаев В. В. Отчет о состоянии Университета за 1887 г. // Отчёт по С.-Петербургскому университету за 1887 г. СПб.: тип. А. Вольфа, 1888. С. 1-72.
- Докучаев В. В. Отчет секретаря о деятельности С.-Петербургского общества естествоиспытателей за 1887 г. // Тр. СПб. об-ва естествоисп. 1888. T. 19. Вып. 4. Проток. С. 5-7.
- Докучаев В. В. Почвенная комиссия при 1 отделении Императорского Вольного экономического общества // Вестн. русского сельского хозяйства. 1888. № 4. С. 339—341.
- Докучаев В. В. Предложение об организации при Вольном экономическом обществе Почвенной комиссии // Тр. Вольн. эконом. об-ва. 1888. T. 2. Вып. 9. Проток. С. 204—205.
- Докучаев В. В. Программа объединения деятельности сельскохозяйственных станций и опытных полей // Там же. Вып. 4. Проток. С. 94-97.

### 1889
- Докучаев В. В. Краткий научный обзор почвенной коллекции, выставленной в Париже в 1889 г. профессором В. В. Докучаевым и его учениками. СПб.: тип. Е. Евдокимова, 1889. [1], 33 с. : табл.
- Докучаев В., Левинсон-Лессинг Ф. Ю. Лубенский уезд. Геологические и почвенные исследования. СПб.: изд. Полтавск. губ. земства, 1889. 90 с. (Материалы к оценке земель Полтавской губернии: Отчет Полтавскому губернскому земству; Вып. 2).
- Докучаев В. В. Методы исследования вопроса: были ли леса в южной степной России? // Тр. Вольн. эконом. об-ва. 1889. № 1. С. 1-38. Отд. изд. СПб.: тип. В. Демакова, 1889. 39 с. : ил. : карт.
- Докучаев В. В. Об овражном аллювии Полтавской губернии и чашеобразных углублениях на целинных степях // Тр. СПб. об-ва естествоисп. 1889. T. 20. Проток. С. 11.
- Докучаев В. В. Общий петрографический анализ скелетов из почв Малоазийских и Македонских табачных плантаций // Тр. Вольн. эконом. об-ва. 1889. № 3. С. 47-48.
- Докучаев В. В. Общий характер почв турецких табачных плантаций // Там же. С. 30-46.
- Докучаев В. В. Отчет секретаря о деятельности С-Петербургского общества естествоиспытателей за 1888 г. // Тр. СПб. об-ва естествоисп. 1889. T. 20. Вып. 5. Проток. С. 30-34.
- Докучаев В. В. Предварительный отчет о геологических исследованиях в Нижегородской губернии, произведенных в 1887 г. // Изв. Геол. ком. 1889. Т. 7. С. 329—334. Отд. изд. СПб.: тип. А. Якобсона, 1888. 6 с.
- Докучаев В. В. Проект задач и программа деятельности учрежденной при Вольном экономическом обществе постоянной Почвенной комиссии и журналы последующих 6 заседаний комиссии (29.04.1888 — 4.03.1889) // Тр. Вольн. эконом. об-ва. 1889. T. 3. Вып. 3. Проток. С. 6-31.
- Докучаев В. В. [Ред.] В. И. Вернадский. Путевые заметки о почвах бассейна реки Чаплынки Новомосковского уезда Екатеринославской губернии // Тр. Вольн. эконом. об-ва. 1889. № 3. С. 22-29; То же // Тр. Почв. комиссии. 1889. Вып. 1. С. 22-28.
- Докучаев В. В. [Ред.] Материалы к оценке земель Полтавской губернии. Естественно-историческая часть: Отчет Полтавскому губернскому земству: В 16 кн. СПб.: изд. Полтавск. губ. земства, 1889—1894.
- Докучаев В. В. [Ред.] Труды состоящей при 1 отделении Вольного экономического общества Почвенной комиссии: В 4 кн. СПб.: тип. В. Демакова, 1889—1899.

### 1890

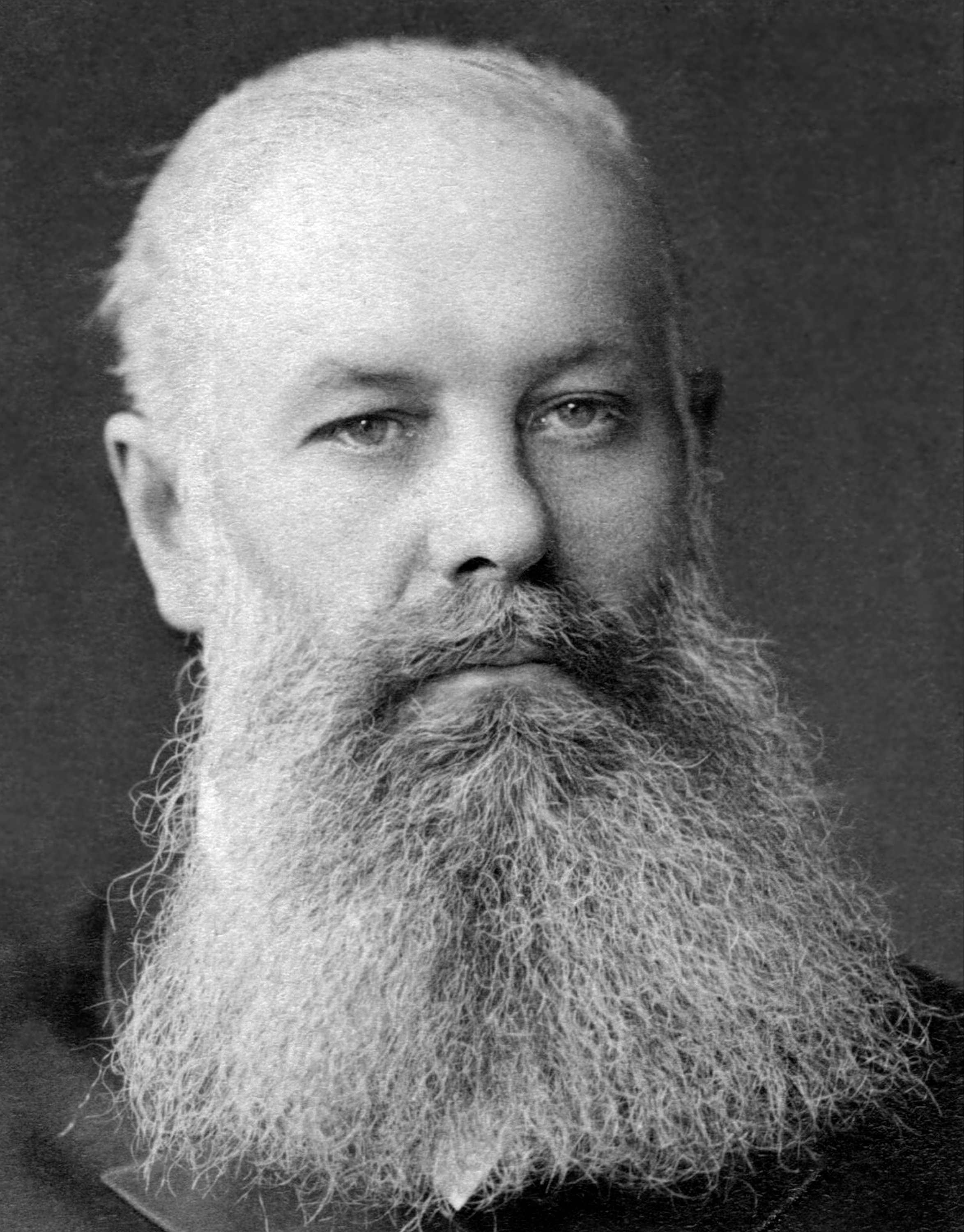
В. В. Докучаев, 1890-е года

- Докучаев В. В. Детальное естественно-историческое, физико-географическое и сельскохозяйственное исследование С.-Петербурга и его окрестностей // 8 съезд рус. естествоисп. и врачей: Отд. общий. СПб.: тип. В. Демакова, 1890. С. 119—124; // Дневник 8 съезда рус. естествоисп. и врачей: [С.-Петербург. 1889—1890 гг.] № 10. СПб., 1890. С. 1-6; То же // Вопрос об исследовании С.-Петербурга и его окрестностей в естественно-историческом, физико-географическом и сельскохозяйственном отношениях на 8 съезде русских естествоиспытателей и врачей. СПб.: тип. Шредера. 1890. С. 9-21. Отд. изд. СПб.: тип. Е. Евдокимова, 1890. [2], 23 с.
- Докучаев В. В. О главнейших результатах почвенных исследований в России за последнее время // 8 съезд рус. естествоисп. и врачей. Отд. 9. СПб.: тип. В. Демакова, 1890. С. 9-10.
- Докучаев В. В. О планах и значении губернского земского музея // Естественно-исторический музей Нижегородского губернского земства. Н. Новгород: тип. Товарищество, 1890. С. 2-5.
- Докучаев В. В. Об искусственном орошении // Труды Вольного эконом. об-ва. 1890. № 5/6. Проток. С. 15; То же // Тр. Почв. комиссии. 1891. Вып. 2. Проток. 1891. Вып. 2. С. 4.
- Докучаев В. В. Об экскурсиях, совершенных в Полтавской, Саратовской и Воронежской губерниях // Тр. Вольн. эконом. об-ва. 1890. № 5/6. Проток. С. 15-18; То же // Тр. Почв. комиссии. 1890. Вып. 2. С. 5-7.
- Докучаев В. В. Овражный аллювий Новых Сенжар Полтавского уезда // Вестн. естествознания. 1890. № 6. С. 273—284.
- Докучаев В. В. Отчёт о 8 съезде русских естествоиспытателей и врачей // 8 съезд рус. естествоисп. и врачей: Введение. СПб.: тип. В. Демакова, 1890. С. 41-88.
- Докучаев В. В., Бекетов А. Н. Постановления секции географии, этнографии и антропологии 8 съезда русских естествоиспытателей и врачей // Изв. РГО. 1890. Т. 26. Прил. 3. С. 51.
- Докучаев В. В., Георгиевский А. С. Полтавский уезд. СПб.: изд. Полтавск. губ. земства, 1890. 154 с. (Материалы к оценке земель Полтавской губернии. Естественно-историческая часть; Вып. 1.)
- Докучаев В. В. Сообщение о результатах сопоставления некоторых данных почвенно-геологического исследования Полтавской губернии с данными гипсометрической карты // Вестн. естествознания. 1890. № 9. С. 421.
- Докучаев В. В. Сообщение о Трудах Саратовского земства по переоценке земель // Тр. Вольн. эконом. об-ва. 1890. № 2. Проток. С. 38; То же // Тр. Почв. комиссии. 1891. Вып. 2. С. 2.
- Докучаев В. В. [Ред.] Вопрос об исследовании С-Петербурга и его окрестностей в естественно-историческом, физико-географическом и сельскохозяйственном отношениях на 8 съезде русских естествоиспытателей и врачей. СПб.: тип. Шредера, 1890. 23 с.

1891
- Докучаев В. В. Автобиография // Энциклопедия сельского хозяйства: иллюстр. словарь сельского хозяйства. Киев: тип. Барского. 1891. С. 280—282; То же // Биографический словарь профессоров и преподавателей ун-та за истекшую третью четверть века его существования. 1869—1894. Т. 1. СПб.: тип. Б. Вольфа. 1896. С. 234—237.
- Докучаев В. В. Доклад об исследовании Тамбовской губернии в почвенно-геологическом отношении. Тамбов: губ. земская тип., 1891. 18 с.
- Докучаев В. В. К вопросу о лесостепях // Тр. СПб. об-ва естествоисп. 1891. Т. 22. Проток. С. 24.
- Докучаев В. В. К вопросу о почвенно-геологических исследованиях Полтавской губернии // Земледелие. 1891. № 13. С. 109—110, № 14. С. 117—118. Отд. изд. Лохвицы: изд. Лохвицкого об-ва сельских хозяев, 1891. 16 с.
- Докучаев В. В. К вопросу о соотношениях между возрастом и высотой местности, с одной стороны, характером и распределением чернозёмов, лесных земель и солонцов, с другой // Вестн. естествознания. 1891. № 1. С. 1-16, № 2. С. 57-67, № 3. стр. 112—123. Отд. изд. Статья 1: СПб.: тип. Н. А. Лебедева, 1891. 16 с.
- Докучаев В. В. Кристаллография: [Лекции, чит. в С.-Петербургском ун-те в 1890/1891 акад. году]. СПб.: лит. Гробовой, 1891. 331 с.
- Докучаев В. В. Минералогия: [Лекции, чит. в С.-Петербургском ун-те в 1890/1891 акад. году]. СПб.: изд. Щуканова, 1891. 567 с. (литогр.).
- Докучаев В. В. Объяснительная записка к проекту Почвенного комитета. СПб.: тип. Киршбаума, 1891. 40 с.
- Докучаев В. В. Отчёт секретаря Общества естествоиспытателей за 1890 г. // Тр. СПб. об-ва естествоисп. 1891. Т. 22. Проток. С. 6-9.
- Докучаев В. В. Положение о Почвенном комитете: [Проект]. СПб.: тип. Бермана и Рабиновича, 1891. 6 с.
- Земятченский П. А., Докучаев В. В. Зеньковский уезд. СПб.: тип. Е. Евдокимова, 1891. 108 с. (Материалы к оценке земель Полтав. губернии. Естественно-историческая часть. Отчет Полтав. губ. земства. Вып. 5).

### 1892
- Докучаев В. В. К вопросу о происхождении русского лёсса // Вестн. естествознания. 1892. № 3/4. С. 112—117; То же // Тр. СПб. об-ва естествоисп. 1893. Т. 22. Вып. 2. Отд. минерал. и геол. Проток. С. 2-6.
- Докучаев В. В. Наши степи прежде и теперь: (Почвоведческий очерк) // Правительственный вестник. 1892. № 27, 39-41, 54, 56, 65, 70-74. Отд. изд. СПб.: тип. Е. Евдокимова, 1892. [4], IV, 128 с. ; То же. М.; Л.: Сельхозгиз, 1936. 117 с. (Сер. Классики естествознания); То же // Классики русской агрономии в борьбе с засухой. М.: Изд-во АН СССР, 1951. С. 11-109; То же на фр. яз. // Congrès international d’archéologie, préhistorique et d’antroppologie. 11 ses. Moscou. 1892. T. 1. Мoscou: impr. universite, 1892. T. 1. P. 197—240; То же на англ. яз. St.-Ptb.: Dept. Agriculture Ministry of Crown Domains for the World’s Columbian Exposition at Chicago, 1893. 62 p.
- Докучаев В. В. О некоторых результатах экскурсий, совершенных летом 1891 г. в степную полосу и Привислянский край // Тр. Вольн. эконом. об-ва. 1892. Т. 1. Вып. 2. Проток. С. 19; То же // Тр. Почв. комиссии. 1894. Вып. 3. Проток. 1894. Вып. 3. С. 7.
- Докучаев В. В. Первая экскурсия общего естественно-исторического характера под Петербургом // Правительственный вестник. 1892. № 109. 22 апр. Отд. изд. СПб.: тип. М-ва внутр. дел, 1892. 16 с.
- Докучаев В. В. Последняя страничка в геологии России вообще, и южных степей, в особенности // Правительственный вестник. 1892. № 39-41. 19-21 фев. Отд. изд. СПб.: тип. М-ва внутр. дел, 1892. 11 с.
- Докучаев В. В. Почвы степей: (чернозём, лесные земли, солонцы и пр.) // Правительственный вестник. 1892. № 65. 22 март.
- Докучаев В. В. Растительность, животные и климат степей // Там же. № 70-74. 29 мар.-3 апр.
- Докучаев В. В. Способы регулирования водного хозяйства в степях России // Там же. № 27. 2 фев.
- Докучаев В. В. Устройство поверхности и воды наших степей (оро-гидрография) // Там же. № 54. 10 март.; № 56. 12 март. Отд. изд. СПб.: тип. М-ва внутр. дел, 1892. 8 с.
- Докучаев В. В. Экспедиция в южные степи для облесительных и обводнительных работ // Правительственный вестник. 1892. № 143. 3 июля; То же // Лесной журн. 1892. Вып. 4. С. 411—414.
- Dokoutchaief B.B. Notes sur l’étude scientifique du sol en Russie au point de vue de l’agronomie et de la cartographie agricole // Bull. Soc. Belge géol., paleontol., hydrol. 1891/1892. Vol. 4. P. 113—115.
- Докучаев В. В. [Ред.] Исследование С.-Петербурга и его окрестностей в физико-географическом, естественно-историческом, сельскохозяйственном, гигиеническом и ветеринарном отношениях. Вып. 1. СПб.: тип. Шредера, 1892. 15 с. (Прил. к журн. Рус. об-ва охранения народного здравия. № 11)

### 1893
- Докучаев В. В. Замечания по поводу сообщения Н. А. Соколова: О происхождении лиманов Южной России // Тр. СПб. об-ва естествоисп. 1893. Т. 22. Вып. 2. Проток. С. 13-14.
- Докучаев В. В. Замечания по поводу сообщения Н. И. Криштафовича: Некоторые новые данные к вопросу о возрасте Троицкого озерного отложения Московской губернии // Там же. Проток. С. 9.
- Докучаев В. В. К вопросу о регулировании водного хозяйства в степях России // Московское общество сельского хозяйства. М.: тип. т-ва А. Левенсон, 1893. С. 58-66; То же // Зап. РТО. 1893. Вып. 2. С. 2-12. Отд. изд. СПб.: тип. бр. Пантелеевых, [б. г.]. 45 с.
- Докучаев В. В. О задачах и целях, преследуемых Особой экспедицией Лесного департамента по испытанию и учету различных способов и приёмов лесного и водного хозяйства в степях России // Сельское хозяйство и лесоводство. 1893. С. 107—108; То же // Киевлянин. 1893. № 213. 4 авг.
- Докучаев В. В. О происхождении гумусового лёсса // Тр. Вольн. эконом. об-ва. 1893. № 3. Проток. С. 57; То же // Тр. Почв. комиссии. 1894. Вып. 3. Проток. С. 2.
- Докучаев В. В. Об опытах над испарением листьев, производимых Особой экспедицией Лесного департамента // Метеорологический вестн. 1893. Т. 3. № 4. С. 155—157.
- Докучаев В. В., Сибирцев Н. М. Общий проект опытных работ экспедиции // Особая экспедиция Лесного департамента по испытанию и учету различных способов и приёмов лесного и водного хозяйства в степях России. СПб.: тип. Евдокимова, 1893. С. 57-70.
- Докучаев В. В. Порядок осуществления работ в бассейне верхнего течения Дона // Московское общество сельского хозяйства. М.: тип. т-ва А. Левенсон, 1893. С. 45-46.
- Докучаев В. В. Предложение о снаряжении экспедиций летом 1892 г. в наиболее пострадавшие от неурожая местности для изучения причин постигшего бедствия и указания мер к предупреждению его на будущее время // Тр. Вольн. эконом. об-ва. 1893. № 1. Проток. С. 2.
- Dokouchaev V.V. Notes sur le loess // Bull. Soc. Belge géol., paleontol., hydrol. 1892/1893. Vol. 6. P. 92-101.
- Dokouchaev V.V. Sibirtzev N.M. Short scientific review of professor Dockuchaev’s and his pupil’s collection of soils, exposed in Chicago in the year 1893. St.-Ptb.: impr. Evdokimov, 1893. 40 p.
- Докучаев В. В. [Ред.] Н. М. Сибирцев. Особая экспедиция Лесного департамента по испытанию и учету различных способов и приёмов лесного и водного хозяйства в степях России: (Предвар. отчет о деят. эксп. с июня по ноябрь 1892 г. и общий проект опытных работ её). СПб.: тип. Е. Евдокимова, 1893. 70 с.
- Докучаев В. В. [Ред.] Почвенная карта Полтавской губернии / Сост. В. К. Агафонов, Н. П. Адамов, С. К. Богушевский, А. А. Бодиско, М. Васильев, В. И. Вернадский, и др. Масштаб 1:420 000. СПб.: изд. Полтавск. губ. земства, 1893 : 1 л. цв.

### 1894
- Докучаев В. В. Вместо предисловия. Оро-гидрография, геология, почва, климат и флора Полтавской губернии. СПб.: изд. Полтавск. губ. земства, 1894. С. III—IV. (Материалы к оценке земель Полтавской губернии. Естественно-историческая часть: Отчет Полтавскому губернскому земству; Вып. 16).
- Докучаев В. В. О задачах и целях, преследуемых Особой экспедицией Лесного департамента по испытанию и учету различных способов и приёмов лесного и водного хозяйства в степях России // Русское лесное дело. 1893/94. № 1. С. 33-35.
- Докучаев В. В., Танфильев Г. И., Измаильский А. А., Краснов А. Н. Программа исследований на участках девственной степи Деркульского конного завода, Старобельского уезда // Тр. экспедиции, снаряж. Лесным департ.: Сборный отд. Вып. 1. СПб.: изд. м-ва земледелия и гос. имуществ, 1894. С. 49-54. Отд. изд. СПб.: тип. Е. Евдокимова, 1894. [2], 4 с.
- Докучаев В. В. [Ред.] Карта ледниковых отложений Полтавской губернии / Сост. В. К. Агафонов. СПб.: изд. Полтавск. губ. земства. 1894. 1 л. цв. (Материалы к оценке земель Полтавской губернии. Естественно-историческая часть: Отчет Полтавскому губернскому земству; Вып. 16).
- Докучаев В. В. [Ред.] П. А. Земятченский, А.А, Силантьев, В. А. Траншель. Пады. Имение Василия Львовича Нарышкина: Естественно-исторический очерк. СПб.: изд. В. Л. Нарышкина, 1894. VIII, [4], 437 с. : ил. : табл. : карт.
- Докучаев В. В. [Ред.] П. В. Отоцкий. Гидрологический очерк Воронцовки // Тр. Вольн. эконом. об-ва. 1894. Т. 2. № 6. С. 227—250 : Вкл. л. Карта. Масштаб 1:168 000. Отд. изд. СПб.: тип. В. Демакова, 1894. 24 с.
- Докучаев В. В. [Ред.] Труды Комиссии по исследованию С.-Петербурга и его окрестностей в физико-географическом, естественно-историческом, сельскохозяйственном, гигиеническом и ветеринарном отношениях. Ч. 1. СПб., 1894. 488 с.
- Докучаев В. В. [Ред.] Труды Экспедиции, снаряженной Лесным департаментом под руководством профессора Докучаева: Отчет Министерству земледелия и государственных имуществ: В 18 кн. СПб.: изд. м-ва земледелия и гос. имуществ, 1894—1898.

### 1895
- Докучаев В. В. Значение учреждения Почвенного комитета. М.: тип. Вильде, 1895. 32 с.
- Докучаев В. В. К вопросу о борьбе с засухами и иными стихийными невзгодами в степях России // Зап. Н.-Александр. ин-та с.-х. и лесоводства. 1895. Т. 9. Вып. 1. С. 142.
- Докучаев В. В. К вопросу об организации опытных полевых станций в России // Там же. Вып. 2. С. 213—216; То же //Хозяин. 1895. № 1. С. 2-3. Отд. изд. СПб.: тип. бр. Пантелеевых, 1895. 7 с.
- Докучаев В. В. К вопросу об открытии при императорских русских университетах кафедр почвоведения и учения о микроорганизмах (в частности, бактериологии) // Зап. Н.-Александр. ин-та с.-х. и лесоводства. 1895. Т. 9. Вып. 2. С. 217—253. Отд. изд. СПб.: тип. Е. Евдокимова, 1895. 66 с.
- Докучаев В. В. О русском чернозёме // Зап. Н.-Александр. ин-та с.-х. и лесоводства. 1895. Т. 9. Вып. 1. Проток. С. 139.
- Докучаев В. В. Об естественно-историческом методе исследования почв // Тр. Вольн. эконом. об-ва. 1895. № 5. Проток. С. 153—171; То же // Тр. Почв, комиссии. 1899. Вып. 4. С. 14-32.
- Докучаев В. В. Об устройстве естественно-исторической степной станции на юге России // Тр. СПб. об-ва естествоисп. 1895. № 5. Проток. С. 3.
- Докучаев В. В. Общий физический очерк России // Зап. Н.-Александр. ин-та с.-х. и лесоводства. 1895. Т. 9. Вып. 1. С. 95, 138.
- Докучаев В. В. Отзыв о труде г. Ив. Палимпсестова: (Степи юга России были ли искони веков степями и возможно ли облесить их? 1890 г.) // Зап. ИАН. 1895. Т. 75. Кн. 2. Прил. № 4. С. 297—306. Отд. изд. СПб.: тип. ИАН, 1895. 10 с.
- Докучаев В. В. Отчет о состоянии и деятельности Института сельского хозяйства и лесоводства в Новой Александрии за 1892 год // Зап. Н.-Александр. ин-та с.-х. и лесоводства. 1895. Т. 9. Вып. 1. С. 86-121.
- Докучаев В. В. Отчет о состоянии и деятельности Ново-Александрийского института сельского хозяйства и лесоводства за 1893 год // Там же. С. 122—166.
- Докучаев В. В. Положение о Бюро по почвоведению при Ученом Комитете // Изв. М-ва землед. и гос. имуществ. 1895. № 18. С. 323—324; То же //Хозяин. 1895. № 19. С. 381.
- Докучаев В. В. Почвенная коллекция профессора В. В. Докучаева и его учеников // Каталог Отдела почвоведения и климатологии Всероссийской сельскохозяйственной выставки в Москве в 1895 г. с объяснительными статьями гг. экспонентов. М.: тип. Вильде, 1895. С. 55-78.
- Докучаев В. В. Программа группы почвоведения на Всероссийской промышленной и художественной выставке 1896 г. в Нижнем Новгороде // Тр. Вольн. эконом. об-ва. 1895. № 5. С. 181—182.
- Докучаев В. В. Существующие и практиковавшиеся различными земствами методы оценки земель // Там же. С. 140—143; То же // Тр. Почв. комиссии. 1899. Вып. 4. С. 1-4.
- Докучаев В. В. Труды Экспедиции, снаряженной Лесным департаментом с атласом карт и чертежей // Изв. М-ва землед. и гос. имуществ. 1895. № 2. С. 20-23; № 3. С. 38-41. Отд. изд. Труды экспедиции, снаряженной Лесным департаментом, под руководством профессора Докучаева: Отчет м-ву землед. и гос. имуществ. 1894 г.: [Кратк. содерж. Трудов; извлеч. из Изв. М-ва землед. и гос. имуществ]. СПб.: тип. Киршбаума, 1895. [2], 25 с.; То же на фр. яз. St.-Ptb.: impr. Evdokimov, 1895. 28 p.
- Докучаев В. В. [Ред.] Записки Ново-Александрийского института сельского хозяйства и лесоводства. Т. 9. Вып. 1. Варшава: тип. Варшав. учебн. округа, 1895. 215 с.
- Докучаев В. В. [Ред.] Н. М. Сибирцев. Программа для исследования почв в поле // Зап. Н.-Александр. ин-та с.-х. и лесоводства. 1895. Т. 9. Прил. С. 29-45. Отд. изд. Варшава: изд. Н.-Александр. ин-та с.-х. и лесоводства., 1895. 17 с.

### 1896
- Докучаев В. В. Ерофеев, Михаил Васильевич // Биографический словарь профессоров и преподавателей за истекшую третью четверть века его существования. 1869—1894. Т. 1. СПб.: тип. Б. Вольфа, 1896. Т. 1. С. 249—251.
- Докучаев В. В. Каталог почвенной коллекции профессора В. В. Докучаева и его учеников и каталог коллекции особой экспедиции, снаряженной Лесным департаментом, под руководством профессора В. В. Докучаева. СПб.: тип. Е. Евдокимова, 1896. [2], 4, 166 с.; То же [с сокр.]. 1896. [3], 38 с.
- Докучаев В. В. О новой классификации почв // Тр. Вольн. эконом. об-ва. 1896. № 6. Проток. С. 87.
- Докучаев В. В. Отчет о состоянии и деятельности Ново-Александрийского института сельского хозяйства и лесоводства за 1894 год // Зап. Н.-Александр. ин-та с.-х. и лесоводства. 1896. Т. 10. Вып. 1. С. 1-66.

### 1897
- Докучаев В. В. Воспоминания о Н. А. Любимове // Памяти Николая Алексеевича Любимова. СПб.: тип. Гл. упр. уделов, 1897. С. 77-80.
- Докучаев В. В. Памяти графа И. Д. Делянова // С.-Петербургские ведомости. 1897. № 356. 30 дек.;
- Иностранцев А. А., Коновалов Д. П., Докучаев В. В. Отзыв о работе магистра Земятченского «Каолинитовые образования Южной России» // Проток. засед. Совета СПб. ун-та. 1897. № 52. Прил. 10. С. 46-48.
- Docoutschaev V.V. Collection des sols du professeur Docoutschaev et de ses eleves, exposee au Musee mineralogique de l’Universite a St-Petersbourg: [7 cong. géol. int.]. St.-Ptb.: impr. Evdokimov, 1897. 17 p.

### 1898
- Докучаев В. В. Важнейшие законы современного почвоведения // Тр. СПб. об-ва естествоисп. 1898. Т. 29. Вып. 1. № 3. Проток. С. 112.
- Докучаев В. В. Вековечные основы человеческой жизни и цивилизация. СПб.: тип. СПб. градонач. 1898. 1 с.
- Докучаев В. В. Граф И. Д. Делянов и наука // С.-Петербургские ведомости. 1898. № 36. 6 фев.
- Докучаев В. В. Земские, городские и иные частные курсы по агрономии и основным для неё предметам // С.-Петербургские ведомости. 1898. № 78. 21 март.
- Докучаев В. В. К вопросу о переоценке земель Европейской и Азиатской России с классификацией почв // Сельскохоз. журн. 1897/1898. № 5 С. 3-49; № 8. С. 1-55. Отд. изд. М.: печ. А. И. Снегиревой, 1898. [4], IV, 116 с. : табл. : Рец. Д. И. Рихтер. Замечания на почвенно-оценочный проект проф. В. В. Докучаева. СПб.: тип. В. Демакова, 1898. 31 с. ; Письмо профессора В. В. Докучаева о переоценке земель в России // Народ. 1898. № 695. 2 дек.
- Докучаев В. В. К вопросу о соотношениях между живой и мертвой природой // С.-Петербургские ведомости. 1898. № 41. 11 фев.
- Докучаев В. В. Лекции о почвоведении и сельском хозяйстве: [15 лекций] // Там же. № 19, 23, 25, 27, 29, 32, 35, 36, 40, 42, 47-51.
- Докучаев В. В. Место и роль современного почвоведения в науке и жизни // Ежегодник по геологии и минералогии России. 1899. Т. 3. Отд. 1. С. 45-55. Отд. изд. Варшава: Губ. тип., 1898. 11 с.; То же. СПб.: тип. СПб. градонач. 1899. 19 с.
- Докучаев В. В. Место, число, задачи и основы реорганизации наших сельскохозяйственных школ и так называемых опытных станций // С.-Петербургские ведомости. 1898. № 122. 6 мая.
- Докучаев В. В. О задачах соединенной Почвенно-статистической подкомиссии и о нормальном методе оценки земель // Тр. Вольн. эконом. об-ва. 1898. № 1. С. 4-5. // Тр. Вольн. эконом. об-ва. 1898. № 122. 6 мая.
- Докучаев В. В. О положении женщины в природе и в обществе // Рус. ведомости. 1898. № 59. 1 мар.
- Докучаев В. В. О почвах Кавказа // Дневник 10 съезда рус. естествоисп. и врачей в Киеве. № 7. Киев: тип. Кульженко. 1898. С. 252; То же // Кавказск. с.-х. 1898. № 244. С. 578; № 246. С. 613—616; № 247 С. 627—629; // Новое обозрение. 1898. № 5044. 11 сент.; // Русское садоводство. 1898. № 43. С. 680—684; № 44. С. 694—697.
- Докучаев В. В. О почвенных зонах России // Тр. Вольн. эконом. об-ва. 1898. № 4. С. 22.
- Докучаев В. В. Опыт устройства в России первых частных курсов по агрономии и соприкасающимся с нею наукам в течение одного зимнего семестра. (1897—1898) // Рус. ведомости. 1898. № 70. 12 март.; № 71. 13 март.
- Докучаев В. В. Основы сельского хозяйства и средства борьбы с современными сельскохозяйственными невзгодами. СПб.: тип. СПб. градонач. 1898. 4 с.
- Докучаев В. В. Отвечные основы человеческой жизни и культуры // Рус. ведомости. 1898. № 58. 28 фев.
- Докучаев В. В. Первозданные и вековечные условия жизни человека и его культуры: Естественно-исторические пояса или зоны. Сельскохозяйственные царства как первейшая основа при реорганизации всего нашего сельскохозяйственного строя // С.-Петербургские ведомости. 1898. № 52. 23 фев.; № 89. 1 апр.
- Докучаев В. В. Почвенные зоны вообще и почвы Кавказа в особенности // Изв. Кавказск. отд. РГО. 1898. Т. 12. Вып. 2. С. 119—128.
- Докучаев В. В. К учению о зонах природы: Горизонтальные и вертикальные почвенные зоны]. СПб.: тип. СПб. градоначальства, 1899. 28 с.
- Докучаев В. В. Проект публичных лекций по агрономии и основным для неё наукам // Сельскохоз. журн. 1897/1898. № 7. С. 64-67.
- Докучаев В. В. Пузыревский Платон Алексеевич // Биографический словарь профессоров и преподавателей С.-Петербургского университета. (1869—1894). Т. 2. СПб.: тип. Б. Вольфа, 1898. С. 140—142.
- Докучаев В. В. Чего можно и следует ожидать от частных (земских, городских, дворянских и др.) публичных курсов по сельскому хозяйству и основным для него наукам? СПб.: тип. СПб. градонач. 1898. 23 с.
- Докучаев В. В. Число, место, основы и задачи сельскохозяйственных опытных станций // Кавказ. 1898. № 304. 11 нояб.; № 308. 21 нояб.
- Докучаев В. В. [Ред.] П. В. Отоцкий. Литература по русскому почвоведению с 1765 по 1896 гг. СПб.: изд. Вольн. эконом. об-ва., 1898. 161 с.

### 1899
- Докучаев В. В. Вертикальные зоны Кавказа и их значение для сельского хозяйства и переселенческого вопроса // Сельскохоз. журн. 1899. № 8. С. 69-70.
- Докучаев В. В. Доклад Закавказскому статистическому комитету об оценке земель вообще и Закавказья, в особенности: Почвенные горизонтальные и вертикальные зоны. Тифлис: тип. Канцелярии главноначальника гражданской части на Кавказе, 1899. [2], 19 с.
- Докучаев В. В. Естественно-историческая оценка земли и распределение её по зонам и по сельскохозяйственным царствам // Сельскохоз. журн. 1899. № 7. С. 83-84.
- Докучаев В. В. К вопросу о репетекских гипсах // Зап. СПб. минерал. об-ва. 1899. Ч. 37. С. 343—357.
- Докучаев В. В. Кавказская экскурсия профессора Докучаева // Почвоведение. 1899. № 3. С. 211—212.
- Докучаев В. В. Латериты в связи с классификацией почв // Сельскохоз. журн. 1899. № 9. С. 60.
- Докучаев В. В. Научно-популярные чтения по сельскому хозяйству и основным для него наукам // Там же. № 10. С. 136—137.
- Докучаев В. В. О задачах учреждаемого Общества распространения в России сельскохозяйственных знаний и умений в связи с учением о зонах природы // Хуторянин. 1899. № 19. С. 299—301.
- Докучаев В. В. О зональности в минеральном царстве // Зап. СПб. минерал. об-ва. 1899. Ч. 37. С. 145—158.
- Докучаев В. В. О частных курсах по агрономии // Сельскохоз. журн. 1899. № 7. С. 89.
- Докучаев В. В. Отчет по геологическому обследованию Бессарабской губернии в почвенном отношении // Отчет о действиях Бессарабской губернской земской управы с 1 января по 1 октября 1899 г. Губернскому земскому собранию 31 очередной сессии. Кишинев: изд. Бессарабск. земства, 1899. С. 306—329. Отд. изд. Кишинев: Бессараб. земство, 1899. 25 с.
- Докучаев В. В. Место и роль современного почвоведения в науке и жизни // Ежегодник по геологии и минералогии России. 1899. Т. 3. Отд. 1. С. 45-55. Отд. изд. СПб.: тип. СПб. градонач. 1899. 19 с.
- Докучаев В. В. Поездка по чернозёмной полосе Южной России, Закавказью и Туркестану в 1898 г. // Ежегодник по геологии и минералогии России. 1899. Т. 3. Отд. 1. С. 126.
- Докучаев В. В. Предварительный отчет об исследованиях на Кавказе летом 1899 г. // Изв. Кавказск. отд. РГО. 1899. Т. 12. Вып. 3. С. 288—318; То же // Кавказск. с.-х. 1900. № 355. С. 667—670; № 356. С. 686—687; № 357. С. 705—708; № 358. С. 722—724; № 359. С. 733—739; № 361; С. 769—771; № 362. С. 784—786; То же // Кавказ. 1900. № 287; № 288; № 298; № 308; № 309. Отд. изд. Тифлис: тип. Козловского, 1900. 32 с.
- Докучаев В. В. Программа лекций по почвоведению на Частных курсах по сельскому хозяйству и основным для него наукам // Почвоведение. 1899. № 1. С. 68.
- Докучаев В. В. [Ред.] П. Отоцкий. Гидрографическая карта и гидрологический профиль Воронцовки Воронежской губернии, Павловского уезда. Масштаб 1: 168 000 // Тр. Почв. комиссии. 1899. Вып. 4 : на вкл. л.

### 1900
- Докучаев В. В. Замечания по докладу Н. А. Богословского «О подпочвенных продуктах выветривания в Средней России» // Тр. Вольн. эконом. об-ва. 1900. № 6. С. 73-75.
- Докучаев В. В. Записка о состоянии дел Комиссии по исследованию города и его окрестностей // Изв. СПб. гор. думы. 1900. Т. 138. № 13. С. 432—444.
- Докучаев В. В. О вертикальных почвенных зонах // Почвоведение. 1900. № 3. С. 222; То же Тр. Вольн. эконом. об-ва. 1902. № 6. С. 5.
- Докучаев В. В. О необходимых условиях правильной организации сельскохозяйственных метеорологических наблюдений // Протоколы 1 метеорологического съезда при АН: [ 24-31 янв. 1900 г.]. СПб.: тип. ИАН 1900. С. 61-63.
- Докучаев В. В. О результатах исследований почв Кавказа // Кавказ. 1900. № 78. 22 март.
- Докучаев В. В. Основы почвоведения // Кавказ. 1900. № 224. 25 авг.; № 238. 8 сент.; То же // Почвоведение. 1901. № 1. С. 101—102.
- Докучаев В. В. Основы современного почвоведения // Кавказск. с.-х. 1900. № 346. С. 522; № 347. С. 538; № 348. С. 555—556; № 349. С. 574.
- Докучаев В. В. К вопросу о почвах Бессарабии // Почвоведение. 1900. № 1. С. 1-22. Отд. изд. Кишинев: Госиздат Молдавии, 1950. 55 с.
- Докучаев В. В. Почвоведение [Лекции, чит. статистическому персоналу Полтавского губ. земства] // Хуторянин. 1900. № 25. С. 363—366; № 26. С. 383—385; № 27. С. 396—399; № 28. С. 407—409; № 29. С. 423—426; № 30. С. 441—445; То же // Земский сборник Черниговской губ. 1900. № 8. С. 101—165; То же под загл. О почвоведении. // Лекции проф. В. В. Докучаева и А. В. Фортунатова. Полтава: Экон. бюро Полтавск. губ. земства, 1901. С. 5-74.
- Докучаев В. В. Частные публичные курсы по сельскому хозяйству и основным для него наукам: Вступ. речь. Проект устава Общества распространения в России сельскохозяйственных знаний и умений. СПб.: типо-лит. Винеке, 1900. [2], 55 с.
- Dokoutschaeff В.B. Collection pédologique: Zones verticales des sols. Zones agricoles. Sols du Caucase. St.-Ptb.: Ministére des finances. 1900. 56 p. : сarte.
- Докучаев В. В. [Ред.] Научно-популярные чтения по сельскому хозяйству основным для него наукам: В 7 кн. СПб.: Изд-во кн. маг. Эриксон и тип. Винеке. 1900.

### 1901
- Докучаев В. В. Главнейшие типы почв Кавказа // Тр. СПб. об-ва естествоисп. 1901. T. 31. Вып. 1. № 3. Проток. С. 128—129.
- Докучаев В. В. Об основах современного почвоведения // Почвоведение. 1901. № 1. С. 101—102.
- Докучаев В. В. Поездка на Кавказ летом 1899 г. // Ежегодник по геологии и минералогии России. 1901. Т. 4. Отд. 1. С. 87-88.
- Докучаев В. В. [Ред.] Почвенная карта Европейской России, составленная по почину и плану проф. В. В. Докучаева П. М. Сибирцевым, Г. И. Танфильевым и А. Р. Ферхминым под наблюдением Ученого комитета Министерства земледелия и государственных имуществ. Масштаб 1:2 520 000. СПб.: изд. Деп. земледелия, 1901. 1 цв. л.

## Посмертные издания
- Докучаев В. В. Избранные сочинения: В 3 т. М.: Сельхозгиз, 1948—1949.
- Докучаев В. В. Учение о зонах природы. М.: Географгиз, 1948. 64 с.
- Докучаев В. В. Избранные труды / Ред. Б. Б. Полынов. М.: Изд-во АН СССР, 1949. 643 c. [Сер. Классики науки].
- Докучаев В. В. Сочинения: В 9 т. : Т. 1-7. М.; Л.: Изд-во АН СССР, 1949—1953; Т. 8-9. М.: Изд-во АН СССР 1961.
- Докучаев В. В. О послетретичных образованиях в почвах: [В ст. Н. Н. Соколова. Докучаев как геолог и геоморфолог] // Сб. работ Центр. музея почвоведения им. В. В. Докучаева. Вып. 1. М.; Л.: Изд-во АН СССР, 1954. C. 70-99.
- Докучаев В. В. Избранные сочинения / Ред. С. С. Соболев. М.: Сельхозгиз, 1954. 708 c.
- Докучаев В. В. Русский чернозём. М.; Л.: Сельхозгиз, 1936. 551 с. : карт. [Сер. Классики естествознания]; 2-е изд. 1952. 635 c.; То же под загл. Дороже золота русский чернозем: [Сб. публицистики]. М.: Изд-во МГУ, 1994. 542, [1] с.; То же. СПб.: Изд-во Русская коллекция, 2008. 473, [6] с. (Рос. акад. наук, Рос. акад. с.-х. наук, СПбГУ, Центр. музей почвоведения им. В. В. Докучаева, Фонд сохранения и развития научного наследия В. В. Докучаева).

## Cм. также
- История почвоведения
- Докучаевская школа почвоведения
- Докучаевское общество почвоведов